# Giuditta
Giuditta ist ein weiblicher Vorname.

## Herkunft und Bedeutung
Der Name ist italienischen Ursprungs. Er ist die italienische Form von Judith.

## Bekannte Namensträgerinnen
- Giuditta Grisi (1805–1840), italienische Opernsängerin
- Giuditta Pasta (1797–1865), italienische Opernsängerin
- Giuditta Rissone (1895–1977), italienische Schauspielerin